# Alfred Young
Cet article concerne le mathématicien britannique. Pour les autres significations, voir Young.
Alfred Young (16 avril 1873 – 15 décembre 1940) est un mathématicien britannique, réputé pour ses travaux sur la théorie des invariants et le groupe symétrique. On lui doit l'invention des diagrammes de Young et des tableaux de Young, introduits par lui en 1900.

## Biographie
Young est admis au Clare College de l'université de Cambridge en 1892. Il obtient une licence (bachelor) en 1895 ; il se classe 10e dans le concours Wrangler de cette année.
De 1901 à 1905, Young enseigne au Selwyn College de l'université de Cambridge, en 1905, il est élu membre du Clare College, et il est aussi trésorier jusqu'en 1910. Il soutient une thèse (Sc.D.) en 1908.
Il se marie en 1907, est ordonné prêtre en 1908, et en 1910 devient prêtre de la paroisse de Birdbrook, un village en Essex à proximité de Cambridge. Il a vécu là le reste de sa vie. Il a repris ses cours Cambridge en 1926.
C'est en 1900 qu'il publie le premier article parlant des tableaux de Young. En 1902, il publie, avec John Hilton Grace (en), le livre Algebra of Invariants.
Une grande partie de sa série d'articles sur la théorie des invariants et le groupe symétrique a été écrite alors qu'il était prêtre.

## Reconnaissances
- 1931: LL.D. Docteur en droit honoraire de l'université de St Andrews.
- 1934: Fellow of the Royal Society, membre de la Société royale des sciences de Londres.

### Œuvres complètes
- (en) Alfred Young, The collected papers of Alfred Young (1873--1940) : With a foreword by G. de B. Robinson and a biography by H. W. Turnbull, Toronto, Ont., University of Toronto Press, coll. « Mathematical Expositions » (no 21), 1977, xxvii+684 (ISBN 978-0-8020-2267-7, MR 0439548, présentation en ligne)